# Цыганов, Виктор Владимирович
Виктор Владимирович Цыганов (20.09.1925 — 02.05.2005) — ответственный работник Министерства цветной металлургии СССР, лауреат Государственной премии СССР 1978 года.
Место рождения: Ульяновская область, Барановский район, с. Славкино.
Призван в РККА 31 января 1943 года. Принимал участие в боевых действиях в составе 62-й гвардейской стрелковой дивизии, Второй и Третий Украинские фронты, 5 отдельный моторизованный противотанковый огнеметный батальон. Награждён медалью «За отвагу» (18.04.1945) и орденом Отечественной войны II степени (06.11.1985).
Демобилизовался в феврале 1947 года в звании старшего лейтенанта.
В 1952 году окончил Московский институт цветных металлов и золота.
До 1989 года работал в Министерстве цветной металлургии СССР, последняя должность — начальник Управления экспертизы проектов и смет.
Лауреат Государственной премии СССР 1978 года, присужденной за разработку и освоение принципиально новой кивцэтной технологии производства цинка, обеспечивающей комплексное извлечение ценных составляющих и защиту окружающей среды.

## Сочинения
- Цыганов В. В. Циклонный метод переработки сырья цветной металлургии. Труды Алт. горнометаллургич. н.-д. ин — та АН КазССР, т.9. Вопросы развития цветной металлургии Рудного Алтая. Материалы науч. — техн. конференции, 1960.
- Л. М. Бочкарев, Ю. А. Быховский, Ю. П. Купряков, В. В. Цыганов. //Бюллетень «Цветная металлургия». 1963. -№ 12,13,15.